# Thoracistus peringueyi
Thoracistus peringueyi is een rechtvleugelig insect uit de familie sabelsprinkhanen (Tettigoniidae). De wetenschappelijke naam van deze soort is voor het eerst geldig gepubliceerd in 1888 door Pictet.
1. ↑  (en) Thoracistus peringueyi op de IUCN Red List of Threatened Species.